# Thomas Rehdiger
Thomas Rehdiger (ur. 1 grudnia 1540 w majątku Striese k. Wrocławia, zm. 5 stycznia 1576 w Kolonii) – niemiecki bibliofil.
Syn bogatego kupca oraz właściciela kopalń Nikolausa i Anny z d. Mornberg. Uczył się w rodzinnym mieście, w szkole św. Elżbiety pod kierunkiem Andreasa Winklera, ponadto prywatnie kształcił go Johann Crato von Krafftheim. Następnie od 1558 do 1561 studiował prawo na uniwersytecie wittenberdzkim u Filipa Melanchtona i Caspara Peucera. Po studiach wyjechał do Francji, mieszkając głównie w Paryżu, a później w Bourges, zaś od 1567 przez dwa lata przebywał w różnych miastach Włoch, w Padwie, Wenecji, Bolonii, Rzymie i Neapolu, w obu krajach obracając się w towarzystwie miejscowych elit intelektualnych, dla których często był mecenasem, z racji posiadanego majątku. Po opuszczeniu Italii i krótkim pobycie w Antwerpii oraz Spirze osiadł w 1571 w Kolonii. W czasie swoich wojaży zajmował się kolekcjonerstwem m.in. dzieł sztuki, monet, minerałów, ale przede wszystkim księgozbioru, który doszedł do liczby ok. 6000 książek i 300 manuskryptów. W efekcie stworzył własną Kunstkamerę. Całość swoich zbiorów zapisał Wrocławiowi, żądając by były one publicznie dostępne jako biblioteka i muzeum. Kolekcję przewieziono do miasta w 1581, jednak wskutek protestów rodziny, która chciała ją zachować, dopiero w 1661 przekazano miastu, dzięki czemu w roku tym powstała biblioteka nosząca nazwę Bibliotheca Rhedigeriana, będąca pierwszą w dziejach Wrocławia publiczną biblioteką. Istniała ona do 1865, gdy weszła w skład, na zasadzie wydzielonego zbioru, do nowotworzonej biblioteki miejskiej (Breslauer Stadtbibliothek), wtedy też niebibliofilską część Kunstkamery Rehdigera, dotąd przechowywaną razem z książkami, wyodrębniono i po jakimś czasie przekazano do Śląskiego Muzeum Sztuk Pięknych we Wrocławiu. Obie części kolekcji poniosły duże straty podczas II wojny światowej, np. z ok. 60 portretów znanych postaci, współcześnie w zbiorach Muzeum Narodowego we Wrocławiu znajduje się 18. Zachował się też w tym muzeum obraz pędzla Georga Pencza "Chrystus w koronie cierniowej" ze zbioru Rehdigera. 